# WASP-107b
WASP-107b ist ein gasförmiger Exoplanet, der im Sternbild Jungfrau, in 200 Lichtjahren (64,3 Parsec) Entfernung von der Erde um den Stern WASP-107 kreist.

## Planetenumlaufbahn
WASP-107b hätte sich nach aktuellem Kenntnisstand in seiner aktuellen Umlaufbahn nicht bilden können. Aufgrund von Interaktion mit dem schwereren Planeten WASP-107c wanderte er wahrscheinlich über eine Astronomische Einheit hinaus von seiner Geburtsbahn nach innen. WASP-107b befindet sich in einer retrograden Umlaufbahn, die stark von der Äquatorialebene des Muttersterns abweicht. Der Fehlausrichtungswinkel beträgt 118° +38−19. WASP-107c folgt einer stark exzentrischen und geneigten Umlaufbahn mit einer Periode von 1088 +15−16 Tagen.

## Physikalische Eigenschaften
WASP-107b ist ein Super-Neptun-Eisriesen-Exoplanet, der 200 Lichtjahre von der Erde entfernt im Sternbild Jungfrau liegt. Er hat ungefähr die Größe von Jupiter, aber weniger als ein Zehntel von Jupiters Masse, was ihn zu einem der Exoplaneten mit der niedrigsten Dichte macht. Sein Radius beträgt das 0,96 ± 0,03-fache des Jupiters, was seine Atmosphäre nach Aussage von Forschern „flauschig“ und ihn in Verbindung mit dem Transit eines mäßig hellen Sterns vom Typ K zu einem interessanten Forschungsobjekt macht. Er ist seinem Stern achtmal näher als Merkur der Sonne und umkreist ihn alle 5,7 Tage. Mit einer Temperatur von 500 °C in der äußersten Atmosphärenschicht ist er einer der heißesten bekannten Exoplaneten.
Im Jahr 2018 wurde in der Atmosphäre des Exoplaneten Helium entdeckt; es war damit das erste Mal, dass Helium auf einem Exoplaneten entdeckt wurde. Eine Folgebeobachtung mit dem Keck-Observatorium im Jahr 2020 zeigte, dass die Heliumabsorption über den Transit-Austritt hinausgeht. Extreme ultraviolette Strahlung des Wirtssterns trägt nach und nach die Atmosphäre von WASP-107b ab und bildet einen kometenähnlichen Schweif, der siebenmal so lang ist wie der Radius des Exoplaneten.
Im November 2023 entdeckten Wissenschaftler mithilfe des James Webb-Weltraumteleskops, dass seine Atmosphäre Wasserdampf, Schwefeldioxid und Silikat enthält. Die Wolken und Niederschläge auf diesem Planeten bestehen aus Sand.
Aufgrund seiner geringen Dichte und einer relativen geringen Schwerkraft weist WASP-107b eine Atmosphäre auf, die stärker aufgebläht ist als bei anderen Exoplaneten seiner Masse. Astronomen stellten außerdem eine Ost-West-Asymmetrie in der Atmosphäre fest. Woher diese kommt ist Stand September 2024 Forschungsgegenstand.
Das Max-Planck-Institut für Astronomie und die Europäische Südsternwarte maßen mithilfe des Very Large Telescope am Äquator von WASP-127b Luftströme von etwa 33.000 Kilometern pro Stunde; nie zuvor waren solche Windgeschwindigkeiten gemessen worden. Der vorherige Rekord war mit etwa 1800 Kilometern pro Stunde auf dem Neptun gemessen worden.